# Nicolás Ramos Pintado
Nicolás Ramos Pintado (Campo de Criptana, Ciudad Real, 26 de mayo de 1955) es un director de radio y televisión español. Ha pertenecido a Onda Cero Radio cadena en la que ha ocupado cargos de dirección los años de 1989 a 2006. En 2007 puso en funcionamiento la Televisión Municipal de Valencia y en 2008 fue nombrado Jefe de Emisoras de Tele 7 en la Comunidad Valenciana.

## Biografía personal
Nicolás Ramos Pintado nació en Campo de Criptana (Ciudad Real, España) el 26 de abril de 1955. Ha sido miembro de la Unión de Periodistas Valencianos desde 1998.
Desde temprana edad desarrolló una inequívoca vocación hacia la radio y el mundo del periodismo. Con 14 años participó y ganó en un concurso radiofónico promovido en RNE por Luis del Olmo, dentro de su programa “De costa a costa”. A los 18 años comenzó sus colaboraciones con Radio Cadena Española en la Mancha (Radio Socuéllamos); su primera aportación fue una entrevista a la actriz y cantante manchega Sara Montiel. En esta radio se formó primero como redactor deportivo y más tarde como cronista de actualidad; en 1978 puso en antena dos espacios semanales “Musical Marrón” y “Magazine 13:30”.
En las mismas fechas comenzó sus colaboraciones en el Diario Lanza de Ciudad Real, siendo corresponsal del mismo de 1973 a 1983. Uno de sus trabajos publicados sobre historia de Campo de Criptana fue premiado por el ayuntamiento manchego en 1981.
Fue miembro fundador y presidente de la Asociación Cultural Certima de Campo de Criptana que a comienzos de los 80” desarrolló una gran labor cultural entre los jóvenes de la villa con programas de cine-fórum y adaptaciones teatrales.
Se le reclamó como presentador para actos literarios como “La Fiesta de las letras” de Tomelloso, Premios Pastora Marcela de Poesía de Campo de Criptana, Certamen Nacional de Teatro de Villarrobledo, etc.
En 1984 se incorporó al equipo que pone en marcha en Alcázar de San Juan (Ciudad Real) Radio Luz, FM de la incipiente Rueda de Emisoras Rato. En esta radio pasó a dirigir el magacín de la mañana desde 1985 a 1989. Por el programa pasaron figuras de la política, el cine y la cultura como José María Rodero, Fernando Rey, Rafael Alberti, Enrique Alarcón y un larguísimo etcétera. A comienzos de 1989 se le nombró director de la emisora. Un año más tarde La Cadena Rato es adquirida por la ONCE y la red de emisoras pasa a denominarse Onda Cero Radio. Impartió durante un año técnicas de radio en la escuela-taller de la Universidad Popular de Herencia (Ciudad Real).
En 1991 la cadena lo eligió para poner en marcha una nueva emisora, Onda Cero en Jaén. Dos años más tarde se hizo cargo de la dirección regional de Onda Cero en Murcia y en 1994 se incorporó como director regional a la dirección de Onda Cero Radio en la Comunidad Valenciana. En sus casi 7 años de director de esta emisora se desarrollaron profesionalmente figuras de la talla de Pablo Motos (El hormiguero), Laura Llopis (productora) y Julio Insa (periodista deportivo). En estas fechas colaboró con San Pablo CEU de Valencia en varias ponencias sobre periodismo radiofónico.
En 2000 asumió la dirección regional de Onda Cero Radio en las Islas Baleares puesto en el que permaneció hasta finales de 2006.
En 2007 se le encargó la puesta en marcha de TMV (Televisión Municipal de Valencia), un proyecto de televisión pública con gestión privada en TDT, que dirigió durante el primer año. 
En 2008 se incorporó como Jefe de Emisoras a Tele 7 (Mediamed), un ambicioso proyecto de televisión en la Comunidad Valenciana compuesto por una red de 13 frecuencias en TDT. 
En la actualidad es asesor de comunicación de FECEVAL (Federación de Centros de Enseñanza de Valencia).

## Premios y distinciones
- 1981: Premio mejor trabajo literario (Publicado en prensa) sobre Campo de Criptana". Otorgado por el ayuntamiento de la ciudad.

- 1983: Pregonero mayor de las fiestas de Arenales de San Gregorio (Ciudad Real).

- 1998: Pregonero mayor de las fiestas de Campo De Criptana (Ciudad Real).

### Televisión
- 2007: Dirtector de Televisión Municipal de Valencia TMV.

- 2008: Jefe de emisoras del circuito regional en la Comunidad Valenciana de TELE7.